# Kis bunkóscsápúsáska
A kis bunkóscsápúsáska (Myrmeleotettix maculatus) a sáskafélék családjába tartozó, Eurázsiában honos sáskafaj.

## Megjelenése
A kis bunkóscsápúsáska testhossza a hím esetében 10-15 mm, a nőstény 11-16 mm. Kis termetű (az egyik legkisebb hazai sáska), karcsú testalkatú, nagy fejű faj. A hím csápvége bunkós, sötét és kifelé görbül, a csáp kb. fele olyan hosszú, mint a test. A nőstény csápvége csak kissé szélesedik ki. Alapszíne zöld, barna vagy fekete, szabálytalan sötét vagy világos foltokkal. A nőstények változatosabb színűek, élénkzöldek vagy vörösesek is lehetnek. A torpajzs élei befelé törnek, néha sötét alapon fehér csík hangsúlyozza őket. A torpajzs oldallebenyének hátsó sarkában fehér folt lehet. A térdek sötétek. A sötét pettyes szárny a nőstényeknél a hátsó térdig ér, a hímek esetében kissé túlhaladja azt. 
Énekében egy strófa 10-20 egymást szabályosan követő, zizegő cirpelésből áll; kb. fél másodpercig ciripel és utána ugyanilyen hosszú szünetet tart. 

### Hasonló fajok
A homoki bunkóscsápúsáska, a barna tarlósáska és a szőke tarlósáska hasonlít hozzá.

## Elterjedése
Eurázsia mérsékelt égövi területein honos a Brit-szigetektől egészen Mongóliáig. Skandináviában egészen a sarkkörig hatol. Az Alpokban 2500 méterig megtalálható. Magyarországon mindenütt előfordul, de nem gyakori. 

## Életmódja
Meleg, száraz, inkább meszes talajú, ritkás növényzetű gyepek, sztyepprétek, homokpuszták, sziklagyepek, alpesi legelők, erdőszélek lakója. Növényevő; füvek, lágyszárú növények, mohák leveleivel táplálkozik.      
Kifejlett egyedeivel júniustól októberig találkozhatunk. A nőstény a laza, száraz talajba rakja petéit, amelyek a hőmérséklettől függően a következő évben vagy két év múlva májusban kelnek ki. A lárvák négyszer (a nőstények néha ötször) vedlenek. 

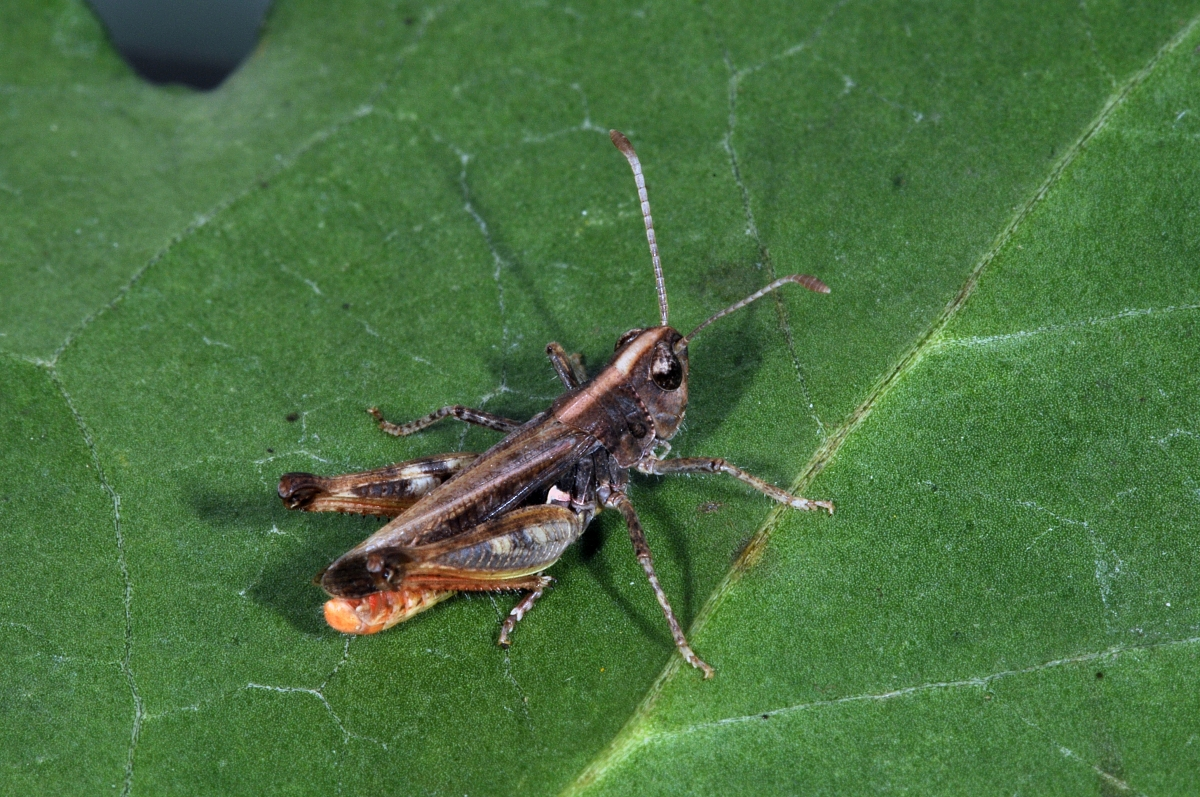
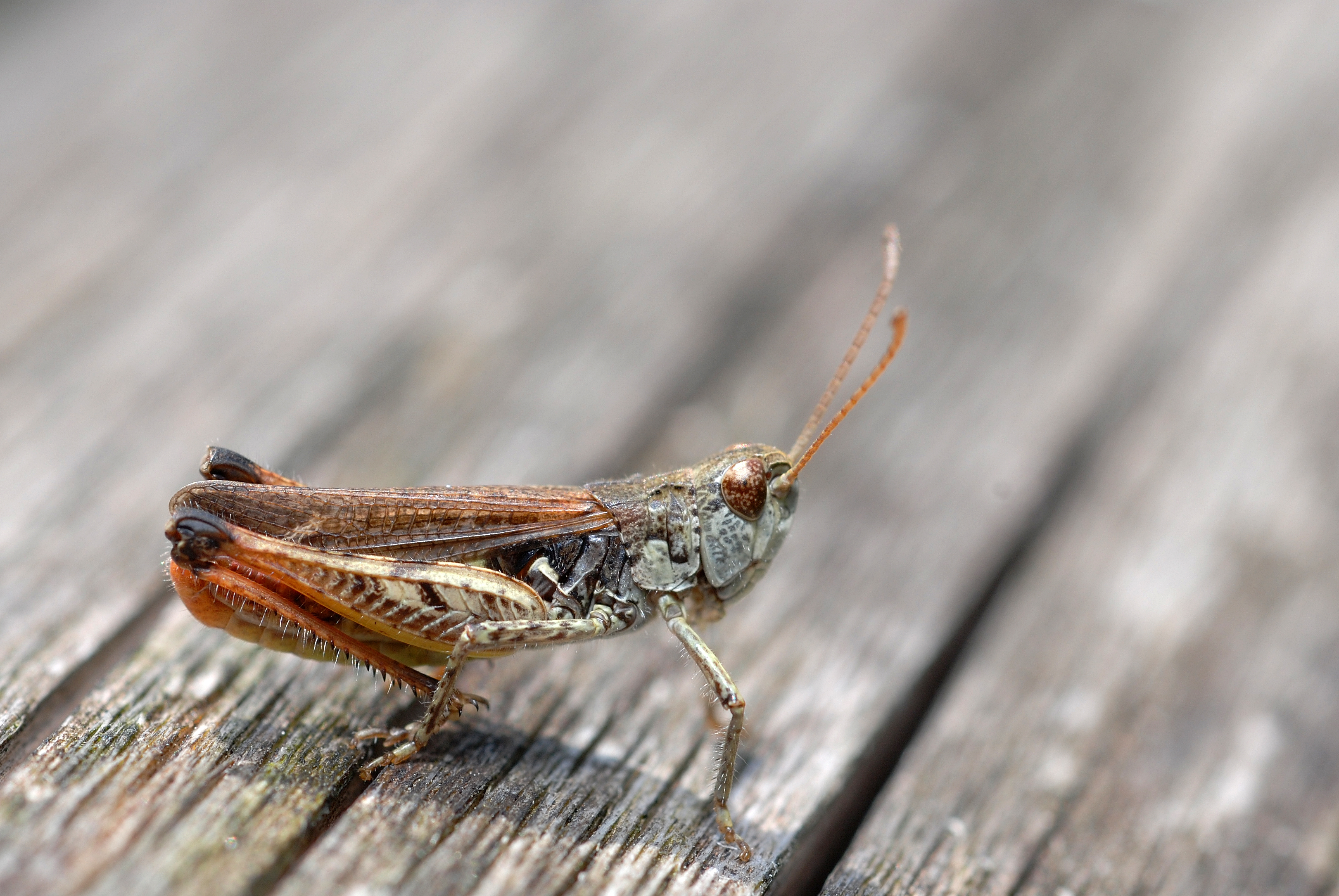
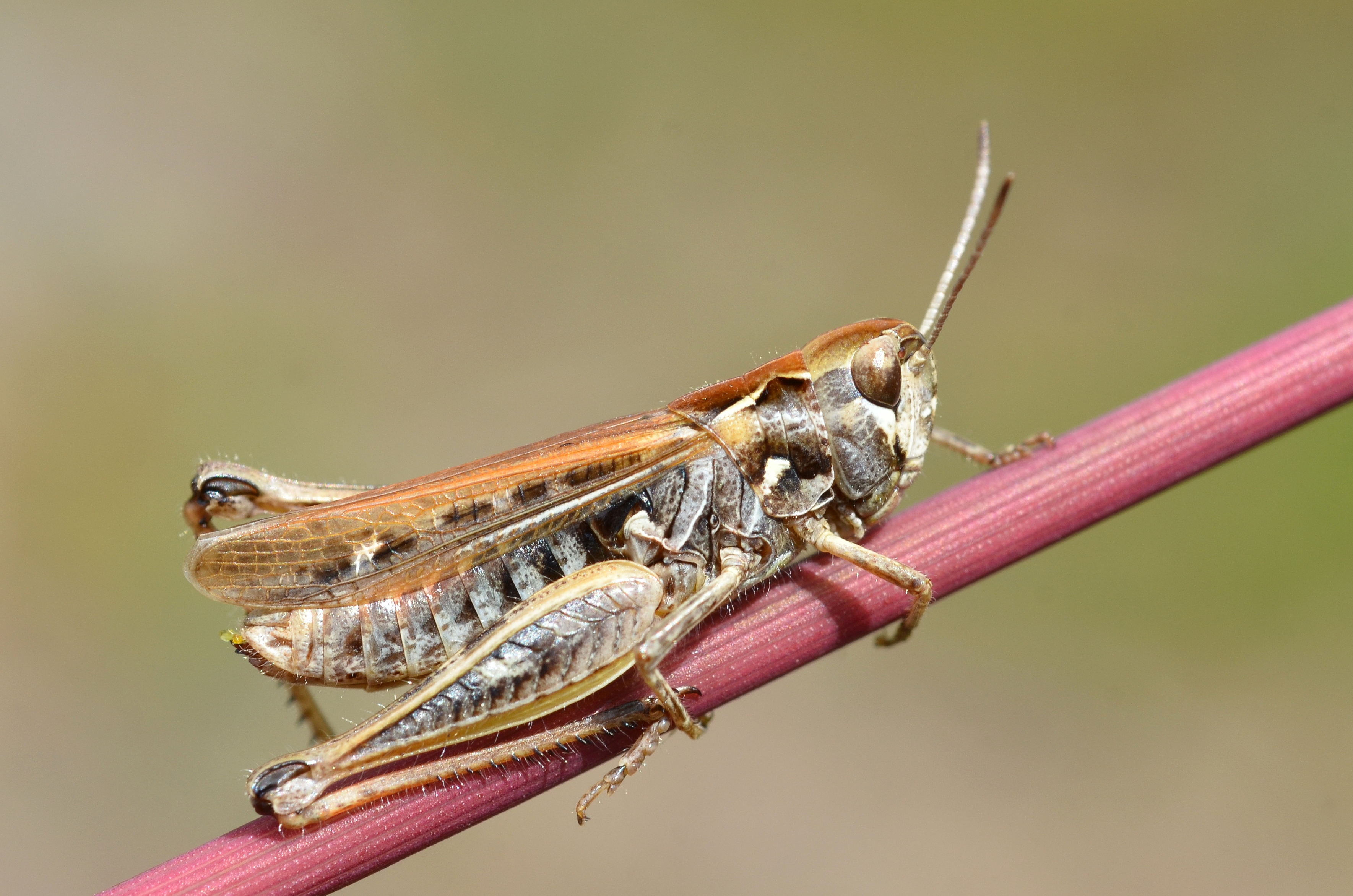
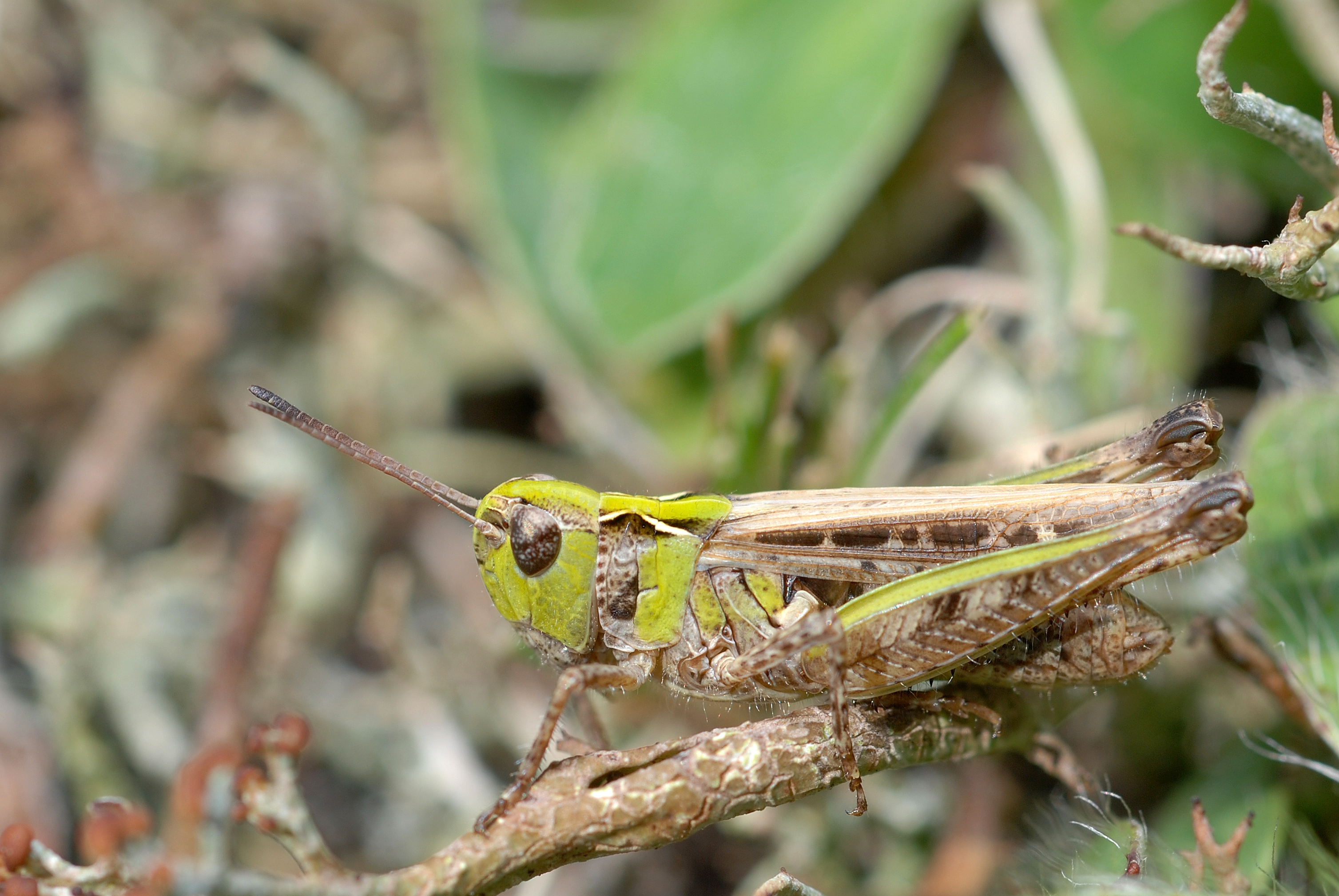
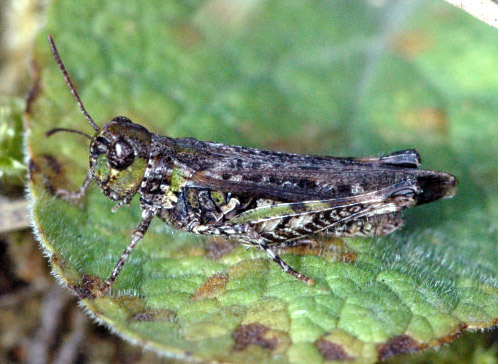

Magyarországon nem védett.